# 3017 Petrovič
A 3017 Petrovič (ideiglenes jelöléssel 1981 UL) a Naprendszer kisbolygóövében található aszteroida. Antonín Mrkos fedezte fel 1981. október 25-én.